# Anohni
Anohni (født Antony Hegarty, 1971 i Chichester, West Sussex) er en engelsk sangerinde, der er forsanger i gruppen Anohni and the Johnsons.
Anohni flyttede midlertidigt til Amsterdam i 1977 for en periode på 18 måneder, men bosatte sig i Californien i 1981. Som teenager var hun påvirket af sangere som Marc Almond og Boy George. I 1990 flyttede hun til Manhattan og dannede musikkollektivet Blacklips sammen med Johanna Constantine.
Den engelske musiker David Tibet fra Current 93 hørte et demobånd og tilbød at udsende Anohnis musik på hans Durtro plademærke; debutalbummet Antony and the Johnsons kom i 1998. I 2001 udsendte Antony en kort EP: I Fell in Love with a Dead Boy som udover titelmelodien havde et covernummer fra David Lynch/Angelo Badalamenti sang og en sang fra Current 93.